# Prometeo (astronomia)
Prometeo è un satellite naturale di Saturno. È stato scoperto nel 1980 dalle foto riprese dalla sonda Voyager 1 e fu chiamato 1980 S 27.

## Caratteristiche
Questa piccola luna è di forma estremamente allungata, la Nasa la descrive a forma di patata e la sua superficie è stata dettagliata da immagini della sonda Cassini che il 6 dicembre 2015 ha eseguito un passaggio moderatamente ravvicinato; presenta diverse creste, valli e crateri da impatto di circa 20 km, anche se è meno craterizzato delle 3 più vicine lune Pandora, Epimeteo e Giano. Dai dati sulla sua densità molto bassa e il suo relativamente elevato albedo, è stato ipotizzato che sia un corpo celeste ghiacciato e poroso. 
Prometeo è un satellite pastore nel bordo interno dell'Anello F di Saturno. Immagini recenti della sonda Cassini mostrano che il campo gravitazionale del satellite crea nodi e perturbazioni nell'anello F a causa del materiale sottratto da esso.
L'orbita di Prometeo appare caotica, a causa della risonanza del moto con Pandora e modifiche apprezzabili dell'orbita appaiono ogni 6,2 anni, quando il periasse di Pandora si allinea con l'apoasse di Prometeo e le lune si avvicinano a meno di 1400 km. Prometeo inoltre perturba in modo significativo Atlante.

## Galleria d'immagini

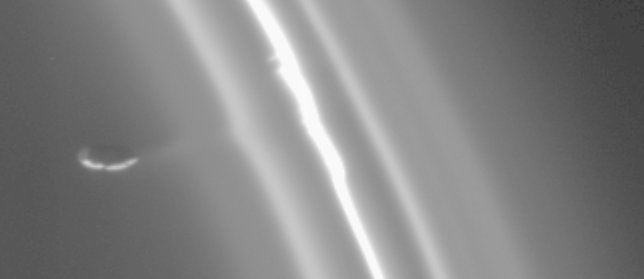
Ripresa ravvicinata degli effetti gravitazionali di Prometeo sull'anello F
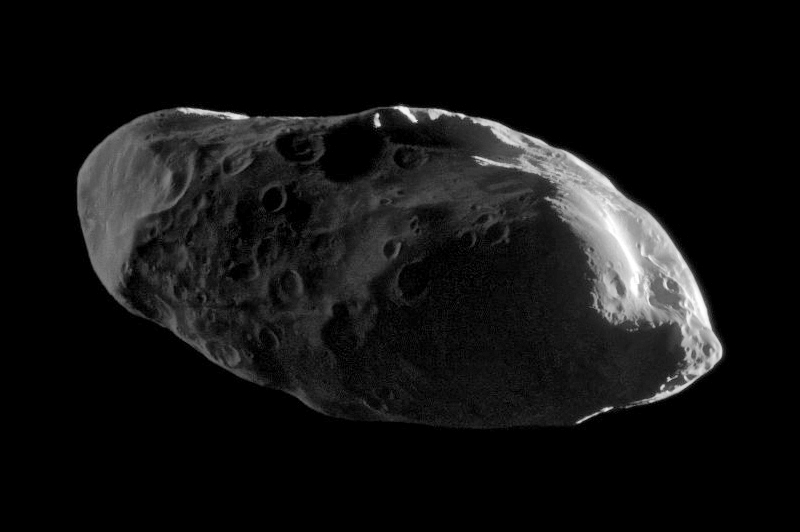